# Енгадин
Енгадин (на немски: Engadin) е долина в Алпите, по-точно в Ретийските Алпи, обхващаща горното течение на река Ин (приток на Дунав).
Заема източните части на Швейцария (кантон Граубюнден), ориентирана е от югозапад на североизток. Започва от прохода Малоя, където минава вододелът с басейна на река По. Дели се на Горен Енгадин до вливането на река Шпел (първият голям приток на Ин) и Долен Енгадин - оттам до границата с Австрия. Това е типична трогова (U-образна) долина, формирана от екзарационната дейност на ледник през последното заледяване приключило преди 10 000 години. В горната част са се образували три неголеми ледникови езера, които спират дъха с красотата си - Зилското езеро, Силваплана и езерото Сент Мориц. Дължината ѝ е около 100 км. Районът е високопланински (началото е на 1815 м), отстрани надвисват внушителни върхове със стръмни склонове, повечето от които трихилядници. От юг се намира масивът Бернина с едноименния връх - най-висок в източните Алпи (4049 м). От север е хребетът Албула, а в ниската част - Силврета.
Долината е с добре запазена природа, но за допълнителното ѝ съхранение по южните склонове е създаден Швейцарският национален парк (известен и с името Енгадин). Няма големи градове, не преминава магистрала. Населението е едва 25 000 души. Най-известното курортно селище е Сент Мориц. През зимата, привлечени от чудесните условия за ски, тук идват хиляди туристи. Те разполагат със 155 км писти и 24 лифта. Ски зоната се простира от 1720 до 3020 м височина. През лятото по езерата (особено Силваплана) излизат сърфисти. Те се радват на силния местен вятър Малоя, който духа от прохода.
Името произлиза от начина, по който местното ретороманско население нарича водещата река - Ен.